# 奇洞駅
奇洞駅（キドンえき）は、大韓民国忠清南道舒川郡にかつて存在した韓国鉄道公社長項線の駅である。

## 歴史
- 1930年10月22日：開業[1]。
- 1943年12月5日：廃止。
- 1971年4月1日：再開業[2]。
- 2006年6月23日：廃止[3]。